# Parachutisme aux Jeux mondiaux de 2005
Navigation
Akita 2001 Kaohsiung 2009
Les épreuves de parachutisme des Jeux mondiaux de 2005 ont lieu du 15 juillet au 17 juillet 2005 au Metropolitan Park à Duisbourg (Allemagne).

## Podiums
| Épreuves                 | Or                                                   | Argent                                | Bronze                   |
| ------------------------ | ---------------------------------------------------- | ------------------------------------- | ------------------------ |
| Précision d'atterrissage | Hongrie Istvan Asxtalos                              | Allemagne Stefan Wiesner              | Turquie Savas Kocyigit   |
| Canopy Piloting          | Canada Jason Moledzki                                | États-Unis Shannon Pilcher            | États-Unis Clint Clawson |
| Formation Skydiving      | États-Unis *                                         | Russie *                              | Italie *                 |
| Freestyle Skydiving      | Danemark *                                           | France Nicolas Arnaud Robin Dubuisson | Japon *                  |
| Free Fly                 | France Stéphane Fardel Frédéric Fugen Vincent Reffet | Allemagne *                           | États-Unis *             |

## Tableau des médailles
| Rang  | Nation     | Or | Argent | Bronze | Total |
| ----- | ---------- | -- | ------ | ------ | ----- |
| 1     | États-Unis | 1  | 1      | 2      | 4     |
| 2     | France     | 1  | 1      | 0      | 2     |
| 3     | Hongrie    | 1  | 0      | 0      | 1     |
| 3     | Canada     | 1  | 0      | 0      | 1     |
| 3     | Danemark   | 1  | 0      | 0      | 1     |
| 6     | Allemagne  | 0  | 2      | 0      | 2     |
| 7     | Russie     | 0  | 1      | 0      | 1     |
| 8     | Turquie    | 0  | 0      | 1      | 1     |
| 8     | Italie     | 0  | 0      | 1      | 1     |
| 8     | Japon      | 0  | 0      | 1      | 1     |
| Total | Total      | 5  | 5      | 5      | 15    |